# Klebersberg Géza
Klebersberg Géza (Pest, 1869. április 26. – Albertirsa, 1946. április 6.) magyar labdarúgó, nemzeti játékvezető, postafőtanácsos.

## Családja
Klebersberg János zálogházi hivatalnok és Német Lídia fiaként született. 1893. szeptember 10-én Kispesten feleségül vette bojeni Moser Adélt (Etel).

## Pályafutása
1897 október 31-én az első nemzetközi klubmérkőzésen a BTC csapatában szerepelt. Fedezet pozícióban játszott. 1901-ben az első hivatalos bajnokságban az BTC színében bajnok. 
| Időpont           | Helyszín                        | Mérkőzés típusa               | Mérkőzés                         | Játékvezető     | Eredmény | Nézők száma |
| ----------------- | ------------------------------- | ----------------------------- | -------------------------------- | --------------- | -------- | ----------- |
| 1897. október 31. | Millenáris Sportpálya, Budapest | első nemzetközi klubmérkőzése | BTC–Vienna CFC                   | R. Lowet        | 0 – 2    | 1400        |
| 1901. április 13. | Millenáris Sportpálya, Budapest | első válogatott mérkőzése     | Magyarország (MLSZ)–Wanderers FC | Gillemot Ferenc | 1 – 5    |             |

Gyakorlata valamint szabályismerete alapján vizsga nélkül, szükségből lett játékvezető. Az alakuló klubtalálkozókon, bemutató mérkőzéseken, az MLSZ által üzemeltetett bajnokságokban tevékenykedett. Küldési gyakorlat szerint rendszeres partbírói szolgálatot is végzett. 1901–1904 között a legjobb vizsga nélküli játékvezetők között tartják nyilván.
| Időpont | Helyszín            | Mérkőzés típusa       | Mérkőzés                            |
| ------- | ------------------- | --------------------- | ----------------------------------- |
| 1920    | Városi pálya, Kassa | felkészülési mérkőzés | Kassai AC–Deutschland Fussball Club |

1901. január 19-én tizenhárom sportegyesület és a versenypálya-szövetség küldötte megalapította a Magyar Labdarúgók Szövetségét (MLSZ). A küldöttek között Klebersberg Géza és Németh Andor a Budapesti Posta és Távirda Tisztviselők Sport Egyesülete képviseletében volt jelen. 1901-ben Harsády Józsefel megszervezte a Postás SE labdarúgócsapatát. Első mérkőzésüket a BAK ellen sikeresen megnyerte az új csapat. Az 1902-ben megnyerték az NB II-es bajnokságot. A csapat irányítását Németh Andor vette át. A KAC (Kassai Atlétikai Club) megalakításában tevékenyen közreműködött. 1920–1923 között a KAC alelnöke.

## Külső hivatkozások
- Klebersberg Géza. haon.hu. [2016. március 5-i dátummal az eredetiből archiválva]. (Hozzáférés: 2016. május 6.)
- Klebersberg Géza. huszadikszazad.hu. (Hozzáférés: 2016. május 6.)
- Klebersberg Géza. magyarlabdarugovalogatott.hupont.hu. [2016. augusztus 14-i dátummal az eredetiből archiválva]. (Hozzáférés: 2016. május 6.)
- Klebersberg Géza. dea.lib.unideb.hu. (Hozzáférés: 2016. május 5.)
- Klebersberg Géza. mno.hu. [2016. augusztus 22-i dátummal az eredetiből archiválva]. (Hozzáférés: 2016. május 6.)
- Klebersberg Géza. albertirsa.hu. [2016. augusztus 18-i dátummal az eredetiből archiválva]. (Hozzáférés: 2016. május 6.)